# Quarta expedició de Tamerlà al Mogolistan (1376)
La quarta expedició de Tamerlà al Mogolistan (1376) fou una campanya militar de Timur contra el kanat de Mogolistan, que es va iniciar el 1375 quan Timur va enviar una part de l'exèrcit en expedició contra el kanat mentre ell mateix es dirigia a Coràsmia. La revolta dels caps militars de l'expedició, que van tirar enrere i van atacar Samarcanda, va obligat a Timur a retornar, i encara que va rebutjar als rebels, cap de les dues expedicions no va assolir els objectius.
Els principals caps de l'expedició que s'havien revoltat foren Adil Shah Jalayir i Sarbugha. Derrotats van fugir al kanat de l'Horda Blanca amb Urus Khan, però enfrontats a aquest, es van escapar d'allí i es van dirigir al Mogolistan, on van començar a incitar al kan Kamar al-Din contra Timur. Kamar al-Din els va escoltar, va recollir un gran exèrcit i va marxar altre cop cap a Transoxiana. El governador hazara (comandant de mil homes) de Kudak, al país d'Andijan (la vall de Fergana), va abandonar a Omar Shaikh i es va passar als mogols. Andijan va caure a les seves mans i Omar es va fer fort a les muntanyes i va enviar un missatger de nom Dashmend per alertar a Timur del que passava. Aquest furiós, va marxar a la zona amb cinc mil homes però la notícia va arribar aviat a Kamar al-Din, que estava a Atbachi, que va abandonar amb quatre mil cavallers per situar-se en un lloc on podia emboscar a Timur. L'exèrcit de Timur tenia a l'avantguarda a Khetai Bahadur, Muvayad Arlat i Shaikh Ali Bahadur; Timur es va quedar amb nomes 200 homes cosa que va saber Kamar al-Din que va veure l'ocasió per fer caure al seu enemic en l'emboscada que havia planejat; els 4000 homes van sortir del lloc i es van dirigir contra el petit grup de Timur. Aquest havia deixat al seu fill Jahangir ibn Timur malalt i havia enviat un missatger a buscar notícies i no li portava pas una millora sinó tot el contrari. Poc després els dos contingents es van trobar a Shenghezigadge i tot i la inferioritat Timur va derrotar el seu enemic que es va retirar, perseguit per l'amir Utx Kara; el va atrapar i li va matar el cavall, però va poder fugir ferit i a peu, amb nomes 8 servidors. Poc després en el campament de Timur es va calar foc accidentalment i en les tasques d'extinció, l'amir Pulad Bugha,que ja havia resultat ferit a la batalla, va resultar mort. La mort del fill Jahangir va posar fi a la campanya.